# Вольта (река)

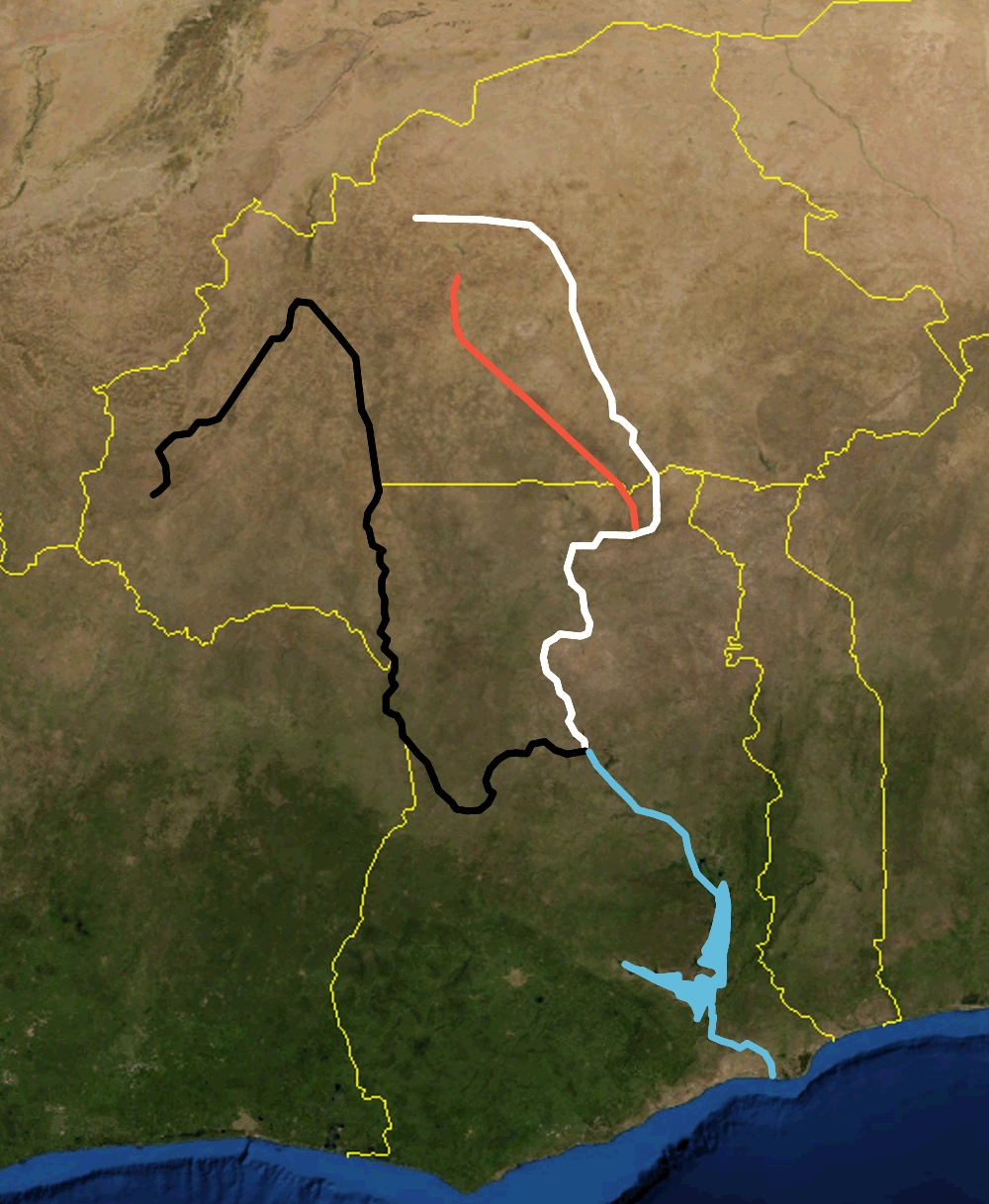

Во́льта — река в Гане.

## Этимология
На анонимной португальской карте 1471 г. показана Rio de Volta — «река возвращения» (порт. voltas — «поворот, возвращение»), — в её устье останавливались морские экспедиции перед возвращением на родину. Образуется слиянием Чёрной (правый исток) и Белой Вольты (левый исток). Между ними протекает также Красная Вольта (приток Белой Вольты). Когда и на каком языке появились эти цветовые определения, каков их смысл, пока не установлено.

## Общие сведения
Длина вместе с Чёрной Вольтой — около 1400—1600 км, её бассейн охватывает площадь в 388 000 км². Впадает в Гвинейский залив у города Ада, образуя дельту.
Сильно разливается в период с июля по октябрь. На реке имеется плотина гидроэлектростанции «Акосомбо», образующая водохранилище Вольта. Судоходна на 400 км от устья. Основной приток — река Оти. Главные порты — Кете-Крачи, Акосомбо.